# Alison Spedding
Alison Louise Spedding (* 22. Januar 1962 in Belper, Derbyshire, England) ist eine britische Anthropologin und Autorin von Fantasy- und Science-Fiction-Romanen.

## Leben
Alison Spedding studierte am King’s College Archäologie und Anthropologie, später auch Philosophie. Schon von 1986 bis 1988 reiste sie zu Feldforschungen erstmals nach Bolivien. 1989 promovierte sie an der  London School of Economics zum PhD in Sozialanthropologie.
1989 zog Spedding nach Bolivien. Sie beschäftigte sich mit der Kultur der Aymara und lehrte an der  Universidad Mayor de San Andrés in La Paz Anthropologie und Ethnologie der Anden. Spedding wurde zu einer Kritikerin des harten Kurses der bolivianischen Regierung hinsichtlich der dortigen Kokabauern. Im Mai 1998 wurde sie wegen Besitzes von Marihuana verhaftet; im Jahr 2000 wurde sie gegen Kaution auf freien Fuß gesetzt. Während in akademischen Kreisen vermutet wurde, dass die Verhaftung politische Gründe hatte, wies Spedding dies zurück.

## Veröffentlichungen
Während ihrer Zeit in Großbritannien schrieb Spedding eine Trilogie von Fantasyromanen, die zur Zeit Alexanders des Großen spielen. In den Romanen stirbt Alexander und eine weibliche Protagonistin, Aleizon Ailix Ayndra, nimmt seine Rolle in der Geschichte ein. Später verfasste sie auf Spanisch drei Romane (Manuel y Fortunato, El viento de la cordillera und den anarcho-feministischen Science-Fiction-Roman De cuando en cuando Saturnina) sowie eine Sammlung von Kurzgeschichten (El tiempo, la distancia, otros amantes). Unter dem Pseudonym "Alicia Céspedes Ballet" veröffentlichte sie ein Theaterstück (Un gato en el tejar). Speddings Roman De cuando en cuando Saturnina wurde 2009 anlässlich der Zweihundertjahrfeier der bolivianischen Unabhängigkeitsbestrebungen in die Liste der 200 bedeutendsten literarischen Werke Boliviens aufgenommen.

### Die Pforten der Macht / A Walk in the Dark
Übersetzt von Michaela Link.
- The Road and the Hills, George Allen & Unwin, 1986, ISBN 0-04-823319-6
  - Wolken des Krieges, Droemer Knaur, München, 1999, ISBN 3-426-70158-8
- A Cloud Over Water, Unwin Paperbacks, 1988, ISBN 0-04-440160-4
  - Der dunkle Thron, Droemer Knaur, München, 1999, ISBN 3-426-70159-6
- The Streets of the City, Unwin Paperbacks, 1988, ISBN 0-04-440148-5
  - Die letzte Dämmerung, Droemer Knaur, München, 1999, ISBN 3-426-70160-X

### Belletristische Einzelveröffentlichungen
- El tiempo, la distancia, otros amantes. Cuentos 1989-1993. Carrera de Literatura, Facultad de Humanidades, 1994, LCCN 96-137080.
- Manuel y Fortunato. Una picaresca andina. Aruwiyiri, La Paz 1997, OCLC 39740896.
- Viento de la Cordillera. Un thriller de los 80. Mama Huaco, La Paz 2001, OCLC 834214361.
- De cuando en cuando Saturnina. Una historia oral del futuro. Mama Huaco, La Paz 2004, ISBN 978-99905-0-483-5.

### Fachliteratur
- Wachu Wachu. Cultivo de coca e identidad en los Yungas de la Paz. La Paz 1994, OCLC 31166860.
- Kausachun Coca. Economía campesina cocalera en los Yungas y el Chapare. Programa de Investigación Estratégica en Bolivia, La Paz 2004, OCLC 60544554.
- Religión en los Andes. Extirpación de idolatrías y modernidad de la fé andina. Instituto Superior Ecuménico Andino de Teología, La Paz 2008, OCLC 778236367.